# Garczyński III
Garczyński III (Garczynski, Rautenberg-Garczynski, Sas Pruski odmienny) – kaszubski herb szlachecki, według Przemysława Pragerta odmiana herbu Sas Pruski.

## Opis herbu
Opis z wykorzystaniem zasad blazonowania, zaproponowanych przez Alfreda Znamierowskiego:
W polu czerwonym półksiężyc srebrny z twarzą na opak, na nim takaż strzała pomiędzy dwiema gwiazdami złotmi. Nad tarczą sama korona szlachecka.

## Najwcześniejsze wzmianki
Herb wymieniany w Uzupełnieniach do Nowego Siebmachera.

## Herbowni
Garczyński (Garczynski), być może z przydomkiem Rautenberg (Garczynski-Rautenberg).